# 모호크족
모호크족(Mohawk People)은 북아메리카의 동부 해안과 오대호 부근에 거주하던 아메리카 토착민이다. 카유가족, 오네이다족, 오논다가족, 세네카족 등과 함께 이로쿼이 어를 사용한다. 이로쿼이 어를 사용한 이들 다섯 부족은 유럽인의 침입 이전까지 북미 동부에서 가장 강력한 군사동맹을 이루고 있었다. 모호크족의 이름을 딴 지명으로 모호크 강, 모호크 호 등이 있다. 씨족은 늑대(Okwáho), 곰(Ohkwá:ri), 거북이(A'nó:wara)가 있다.

## 부족의 명칭
모호크족은 스스로를 부싯돌의 사람들이란 뜻의 카니엔케하카(Kanien'kehá:ka)라 불렀다. 유럽인들이 이들을 모호크라고 부르기 시작한 것에는 여러 이견이 있으나 알곤킨 어로 모호크가 "사람을 먹는"이란 뜻이었기 때문이었다는 것이 널리 받아들여지고 있다. 그러나 그들이 사람을 실제 잡아 먹었는지 모욕을 위한 것인지 그들이 사납다는 소문을 과장해서 한 것인지는 분명하지 않다. 어떤 모호크족 사람들은 이로쿼이 연맹이 결성되기 전에 모호크족은 전쟁에서 죽인 적의 힘을 흡수한다는 믿음에 사람을 잡아먹기는 했다하며 또 어떤 모호크족 사람들은 그때 당시 식인은 드문 경우이며 일어날 만한 일이 아니라고 하기도 한다.

## 현재
오늘날 모호크족은 캐나다와 미국에 거주하고 있다. 그러나 미국의 뉴욕주에 남은 것은 일부에 불과하며 대부분 미국 독립혁명 이후 조지프 브랜트를 따라 1700년대에 캐나다(온타리오 또는 퀘벡)로 이주했다. 다른 부족의 일부도 따라와서 온타리오에 6부족이 모여 사는 곳이 있다.
캐나다에서는 19세기 - 20세기에 걸쳐 기독교를 중심으로 아메리카 토착민에 대한 동화정책이 추진되었다. 일종의 기숙사 학교인 레지덴셜 스쿨에서 이들은 강제로 기독교화되고 영어사용자가 되었다. 최근 캐나다의 모호크족은 자신들의 언어를 가르치는 학교를 세웠다. 모호크족의 이로쿼이 어는 비교적 잘 보존되어 있는 편이지만 30 - 40대 모호크족 중에 일상생활에서 자유롭게 모호크어를 사용할 수 있는 사람은 드물다.

## 같이 보기
- 이로쿼이 연방
- 모호크어
- 모히칸족
- 티엔디나가(Tyendinaga)
- 카나와케(en)
- 조지프 브랜트
- 아퀘사스네(Ahkwesáhsne)
- 카네사타케(Kanehsatà:ke)